# Akaki Gogia
Akaki Gogia est un footballeur allemand d'origine géorgienne, né le 18 janvier 1992 à Roustavi, qui évolue au poste de milieu ou d'attaquant au.

## Palmarès
FC Zurich
- Champion de Suisse (1)
  - Champion : 2022